# Hora de aventuras: el secreto del reino sin nombre
Hora de aventuras: el secreto del reino sin nombre (en inglés, Adventure Time: The Secret of the Nameless Kingdom) es un videojuego de aventura descendente desarrollado por WayForward Technologies con la ayuda de Pendleton Ward bajo licencia de Cartoon Network Interactive. Ha sido publicado por Little Orbit para Microsoft Windows, PlayStation 3, PlayStation Vita, Xbox 360 y Nintendo 3DS. Este es el tercer juego basado en la serie de televisión animada Adventure Time después de Adventure Time: Hey Ice King! Why'd You Steal Our Garbage?!
y Explore the Dungeon Because I Don't Know!, y el primero de la editorial americana Little Orbit. El juego fue anunciado por primera vez el 8 de mayo de 2014 y fue lanzado el 18 de noviembre de 2014. El juego fue lanzado en Japón el 15 de diciembre de 2016.
La trama del juego toma Finn y Jake para descubrir los secretos a través de territorios inexplorados dentro de la Tierra de Ooo. El juego incluye un juego de aventura de perspectiva de arriba hacia abajo con elementos de rompecabezas, de forma similar a Explore the Dungeon Because I Don't Know!

## Desarrollo
El juego se anunció el 8 de mayo de 2014. Fue el último juego de Adventure Time de consola desarrollado por WayForward Technologies y el primer juego de la serie de la editorial americana Little Orbit. El director del juego, Tomm Hulett, declaró durante una pregunta y respuesta sobre Reddit, que quería tomar todas las reacciones negativas que recibieron por  Hey Ice King! Why'd You Steal Our Garbage?!! y  Explore the Dungeon Because I Don't Know!, que también dirigió, para hacer el "juego AT de última generación". La banda sonora del juego fue producida por Brave Wave Productions y fue un trabajo en colaboración entre Keiji Yamagishi, Eirik Suhrke, Niamh "Chipzel" Houston, Marco "Monomirror" Guardia e Ian Stocker. El compositor Jake Kaufman también contribuye con una sola pieza de música, que fue reciclada de Explore the Dungeon Because I Don' t Know!

## Recepción
El juego recibió críticas mixtas a positivas. Hardcore Gamer dio al juego un 3 de 5, diciendo "Wayforward ha raspado por con The Secret of the Nameless Kingdom. Sus inspiraciones son puras y dan nacimiento a una mecánica sólida, aunque demasiado familiar, pero en última instancia es una aventura decepcionante que despilfarra el material de origen que sigue pidiendo una verdadera adaptación a los videojuegos". GameSpot le dio un 6 de 10, comparando favorablemente el juego con The Legend of Zelda: A Link To The Past y diciendo que "proporciona una experiencia similarmente satisfactoria en menor escala", pero criticando el débil diálogo y la falta de dirección en el mundo exterior. Nintendo Life hizo una crítica positiva, cuestionando los gráficos en la versión 3DS, pero calificando el juego de "una experiencia muy agradable y es definitivamente el juego más fuerte de la serie hasta la fecha".